# Abbotsbury
Abbotsbury je obec ve Spojeném království, kde patří do anglického hrabství Dorsetu. Má přibližně 500 obyvatel.

## Poloha
Abbotsbury leží na Jurském pobřeží Lamanšského průlivu  zařazeném mezi přírodní světová dědictví UNESCO. Je vzdáleno přibližně patnáct kilometrů severozápadně od Weymouthu a deset kilometrů jihozápadně od Dorchesteru.

## Kultura
Mezi abbotsburské pamětihodnosti patří místní subtropická zahrada a zbytky abbotsburského opatství, které bylo založeno v 11. století a opuštěno v rámci rušení anglických klášterů v 16. století.